# Raoul (évêque de Saint-Malo)
Pour les articles homonymes, voir Raoul.
Raoul  ou Rodulphe (mort le 8 octobre 1230) est évêque de Saint Malo de 1218 à 1230.

## Biographie
Raoul ou Rodulphe archidiacre de la cathédrale de Saint-Malo pendant l'épiscopat de son prédécesseur est élu évêque en 1218. Il prend la croix contre les Albigeois. L'obituaire de l'Abbaye Saint-Jacques de Montfort fixe sa mort le 8 octobre 1230.

## Sources
- Catholic Hierarchy.org Bishop: Raoul ou Rodulphel
- François Tuloup, Saint-Malo : Histoire Religieuse, Paris, Éditions Klincksieck, 1975.